# Аля аль-Асуани
Аля Аль-Асуани (араб. علاء الأسوانى‎; 26 мая 1957, Каир) — египетский писатель, автор самого громкого арабского романа XXI века «Дом Якобяна», один из основателей оппозиционного политического движения «Кифая».

## Биография
Аль-Асуани родился и вырос в Каире в семье писателя. После окончания Французского лицея поступил в Каирский университет на факультет стоматологии, а позже продолжил обучение в Университете Иллинойса (Чикаго).
Во времена президентства Хосни Мубарака Аля Аль-Асуани являлся одним из самых последовательных и убедительных критиков правящего режима в стране.

Несмотря на свою фантастическую популярность, как в Египте, так и в мире Аль-Асуани продолжает свою стоматологическую практику, так как, по его мнению, «писательство не кормит». Он признается, что не бросит лечить людей, так как, во-первых, способен им помочь, а во-вторых, общение с пациентами — главный источник характеров и сюжетов для его произведений. Достаточно сказать, что роман «Дом Якобяна» появился во многом благодаря тому, что стоматологический кабинет доктора Аль-Асуани располагался в этом самом доме. И еще Аль-Асуани убежден: пока он не зарабатывает писательством на жизнь, он остается независимым автором, который пишет то, что хочет.

## Творчество
«Главное, чему учит литература — не осуждать людей, а стараться понять их и простить…»
Аль-Асуани является автором многочисленных статей о литературе, политике и социальной сфере, которые были опубликованы в различных египетских газетах. Мировую известность ему принёс роман «Дом Якобяна» (2002), который выдержал девять изданий на арабском языке, а также переведен на 34 языка мира. На русском языке роман «Дом Якобяна» издан в 2008 году.
По книге «Дом Якобяна» в 2006 году снят одноименный фильм с рекордным для египетского кинематографа бюджетом в 20 млн египетских фунтов (ок. 3,5 млн долларов США). В 2007 году на экраны в Египте выходит телесериал «Дом Якобяна».
В 2007 году написан роман «Чикаго». На русском языке роман вышел в 2012 году.